# Болобоново (Калузька область)
Болобоново (рос. Болобоново) — присілок в Дзержинському районі Калузької області Російської Федерації.
Населення становить 32 особи. Входить до складу муніципального утворення Присілок Галкино.

## Історія
Від 2004 року входить до складу муніципального утворення Присілок Галкино.

## Населення
| 2002 | 2010 |
| ---- | ---- |
| 31   | ↗32  |